# Ophthalmolaboides burgeoni
Ophthalmolaboides burgeoni is een keversoort uit de familie bladrolkevers (Attelabidae). De wetenschappelijke naam van de soort werd in 1939 gepubliceerd door Eduard Voss.